# Von Kiörning
von Kiörning var en svensk adelsätt vilken adlades 1751 och introducerades 1752 på nummer 1949.
Trots namnlikhet har ätten inget samband med vare sig frälseätten Körning (Kyrning), som härstammar från Simon djäkn, eller en dansk släkt som också burit namnet. Ätten härstammade från Nordingrå. I Anreps ättartavlor uppges en bonde i Kjörninge by, Olof Göransson, som ättens stamfader. Denne borde ha varit född omkring år 1600. Anrep uppger att hans hustru hette Anna. De var föräldrar till Olaus Olai Kjörning, skolpräst i Härnösand och sedan komminister i Attmar. Hans hustru Magdalena Stigzelia var brorsdotter till ärkebiskop Laurentius Stigzelius och dotter till Nicolaus Stigzelius vars hustru enligt herdaminnena hette Anna Henriksdotter. En son till dem, Georgius Kjörning, efterträdde fadern som komminister i Attmar och var gift med en rådmansdotter Ingrid Hög från Söderhamn vars morfar var prosten Olof Lidman i Tuna som till hustru enligt herdaminnet hade Karin Bozæa. Georgius Kjörning var far till biskopen i Härnösands stift, Olof Kjörning, gift med Elisabeth Margareta von Hermansson vars mor var en Steuch och tillhörde Bureätten.
Deras barn adlades år 1751 med namnet von Kiörning. Till vapen fick de ett som påminde om det vapen som den danska frälseätten, berättar Anrep och fortsätter med att förtydliga att detta enbart berodde på namnens likhet och inte på något faktiskt släktskap. Sönerna introducerades 1752 på nummer 1949. Den enda dottern, Inga Elisabeth von Kiörning, var gift med professor Petrus Nicolai Christiernin. Äldste sonen Georg von Kiörning var legationssekreterare i Ryssland och kommerseråd men barnlös. En bror till honom, ryttmästaren vid livregementet Carl Gustaf von Kiörning, avled barnlös. Den yngste av bröderna, Johan Mattias von Kiörning var expeditionssekreterare och gift von Post men hans enda barn avled späd, varmed han slöt ätten 1832.